# Підйомний міст у Затоці
Підйомний міст у Затоці — автомобільно-залізничний вертикально-підйомний міст через Дністровсько-Цареградське гирло у селищі міського типу Затока, відкритий 5 грудня 1955 року.

## Історія

Анімація: як працює.

### Передісторія
Ідея спорудження моста через Дністровсько-Цареградське гирло між двома розірваними частинами Бугазької коси виникла ще у 1827 році. Товариство Чорноморських маяків почало збирати кошти, яких вистачило лише на встановлення Дністровсько-Цареградського маяка. Після захоплення Бессарабії радянська влада виділила кошти на будівництво моста задля інтеграції Буджаку в Одеську область у 1950-х роках.

### Будівництво
Будівництво розвідного мосту через Дністровсько-Цареградське гирло у Затоці тривало впродовж 1952—1955 років.
5 грудня 1955 року відбулося урочисте відкриття розвідного мосту і саме в цей день ним проїхав перший поїзд. Відтоді мостом у напрямку Білгорода-Дністровського почали курсувати вантажні та пасажирські поїзди з Одеси.
Наприкінці 1950-х років розпочатий регулярний рух приміських поїздів сполученням  Одеса — Білгород-Дністровський.

### Російсько-українська війна
26 квітня 2022 року під час російсько-української війни російські війська завдали ракетного удару по мосту та пошкодили його. Міст закрили для руху, взяли під контроль поліціянти, а протягом дня відкрили для реверсного руху. Однак наступного дня, 27 квітня, завдано повторного ракетного удару по мосту.
2 травня росіяни завдали ракетного удару по мосту вже втретє, а 10 травня ракетного удару завдано вчетверте.
16 травня росіяни завдали чергового ракетного удару з літаків стратегічної авіації, але натомість поцілили по цивільних будинках.
Уп'яте міст обстріляно наступного дня, 17 травня 2022 року російські війська запустили дві крилаті ракети по раніше пошкодженому і вже виведеному з ладу мосту. За словами речника ОК «Південь», міст на той час уже зазнав значних ушкоджень, і його швидко не відновиш.
18 липня росіяни вчергове завдали ракетного удару по мосту.

## Конструкція

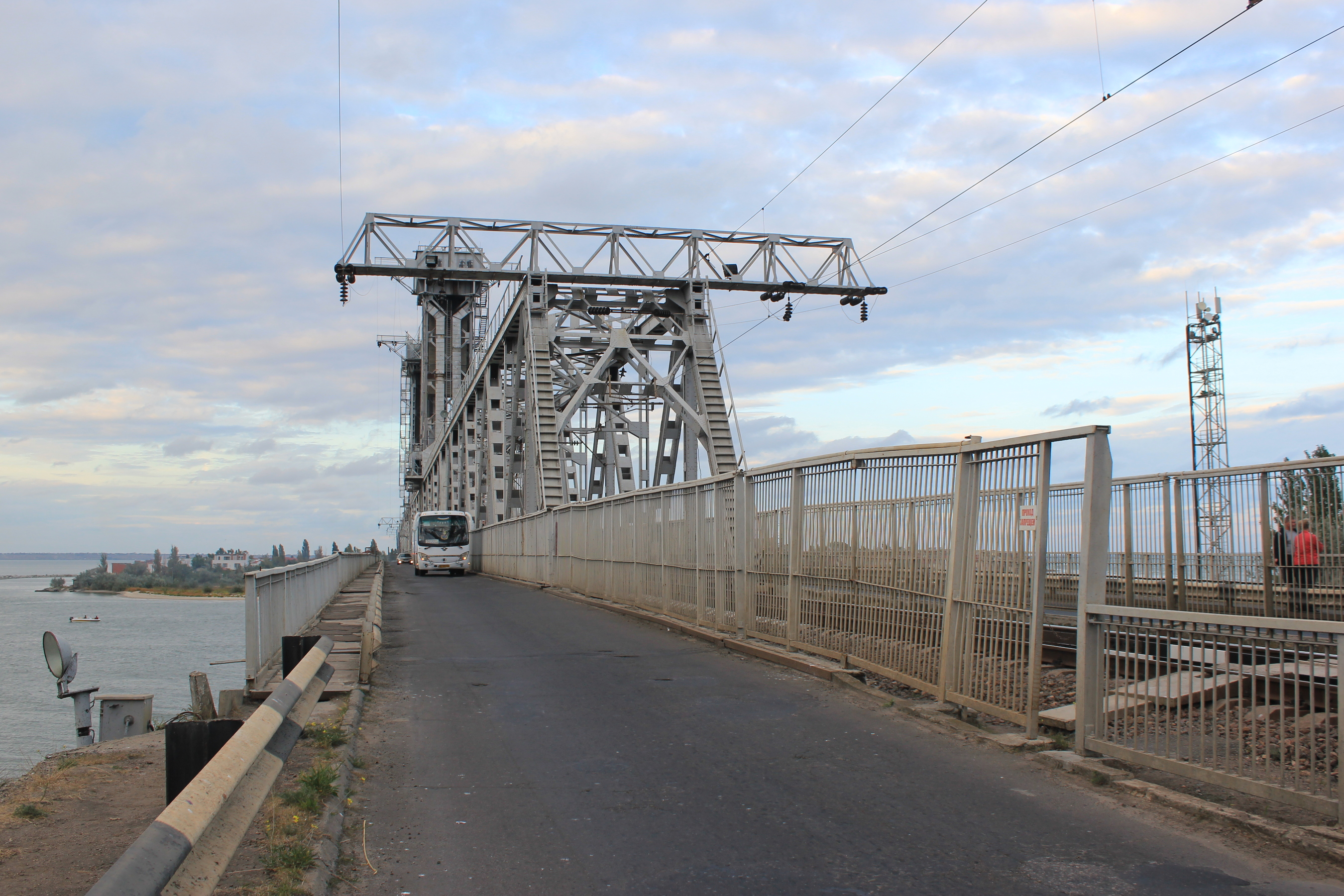
Автомобільно-залізничний міст у Затоці

Оскільки Бугазька коса піщана та хитка, міст невисокий та складається з окремих металевих секцій. Рухомим є лише один центральний фрагмент мосту: він піднімається під час проходження транспорту типу «море-річка» з Дністровського лиману у Чорне море і навпаки.
Міст розрахований на п'ять розведень на добу, проте станом на 2021 рік його конструкція є зношеною і його розводять лише двічі на день тривалістю до 40 хвилин. Впродовж цього часу відповідно припиняється автомобільний та залізничний рух через міст.
По мосту прокладена залізнична лінія, з боків від якої — дві вузькі смуги для автомобілів.
Відпочатку автомобільна проїжджа частина була дерев'яною, і тільки у 1980-ті дошки замінили на асфальт.

## Графік розведення
На період туристичного сезону з 15 травня по 15 вересня 2017 року міст розводять лише ввечері та за необхідності проходу суден.

### Старий графік розведення мосту
| Розведення | Час         |
| ---------- | ----------- |
| перше      | 07:20—08:20 |
| друге      | 10:50—11:50 |
| третє      | 13:05—13:45 |
| четверте   | 18:00—19:00 |
| п’яте      | 20:10—21:10 |

## Галерея

Розвідний міст у Затоці
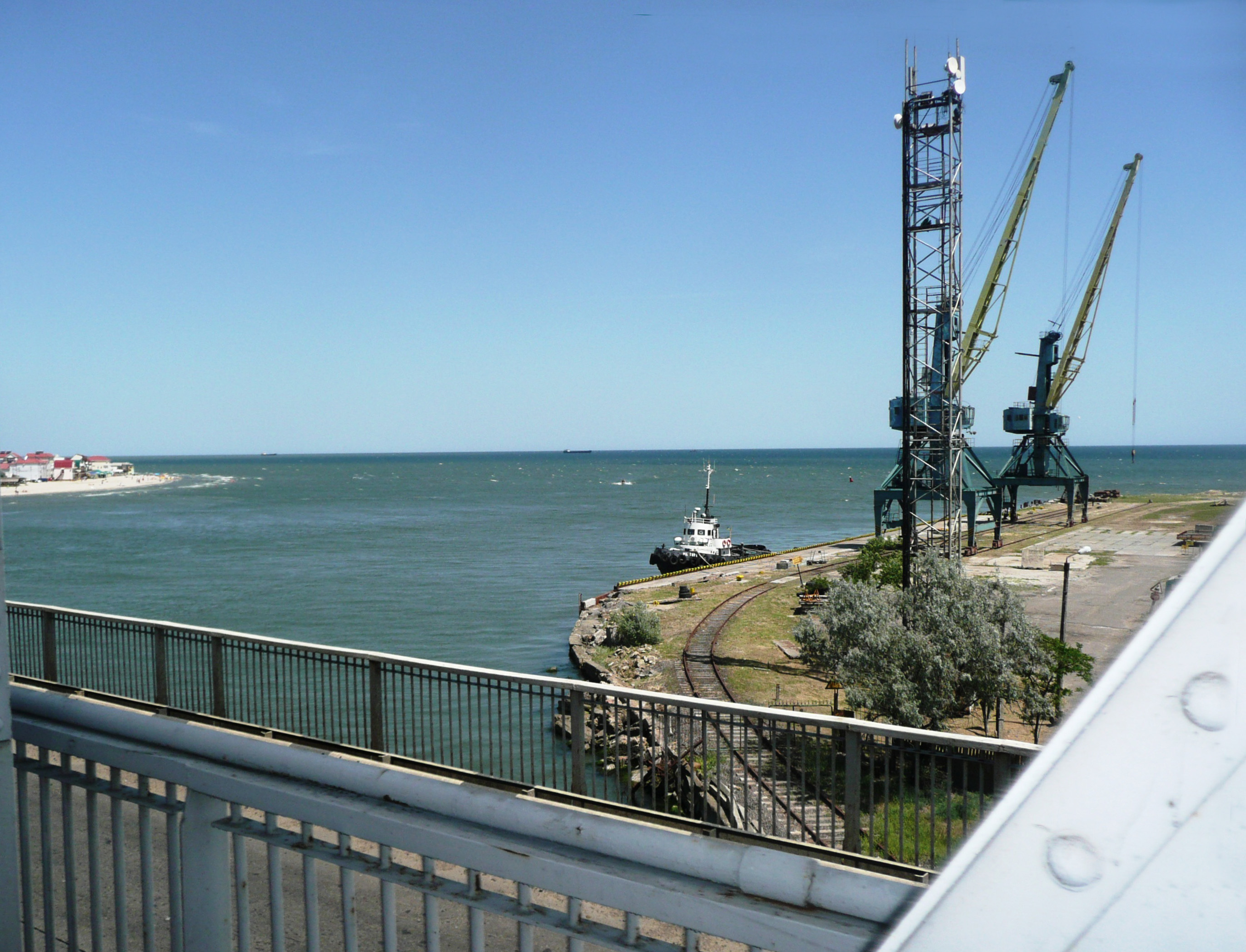
Рух у напрямку селища Кароліно-Бугаз
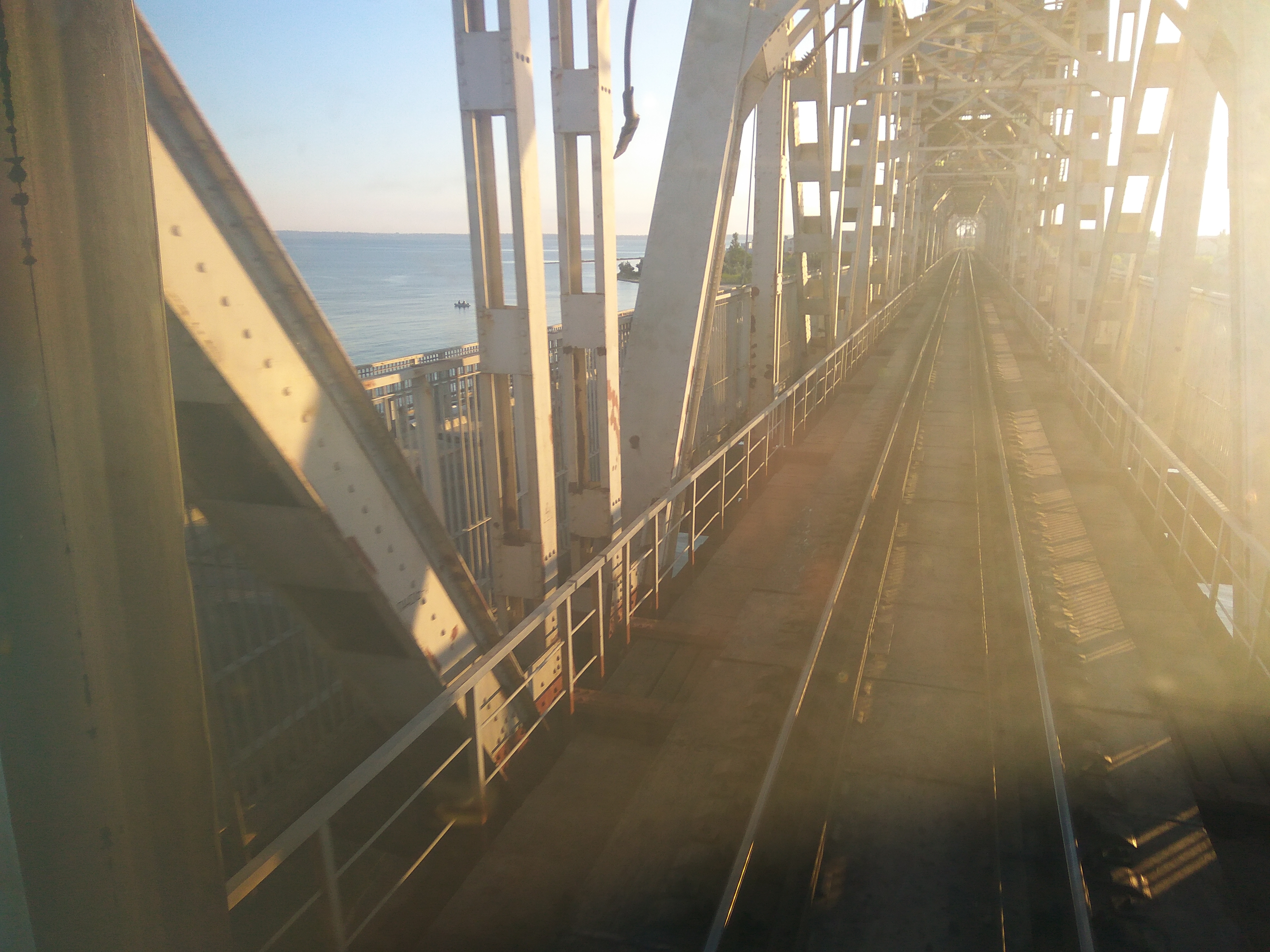
Розвідна секція
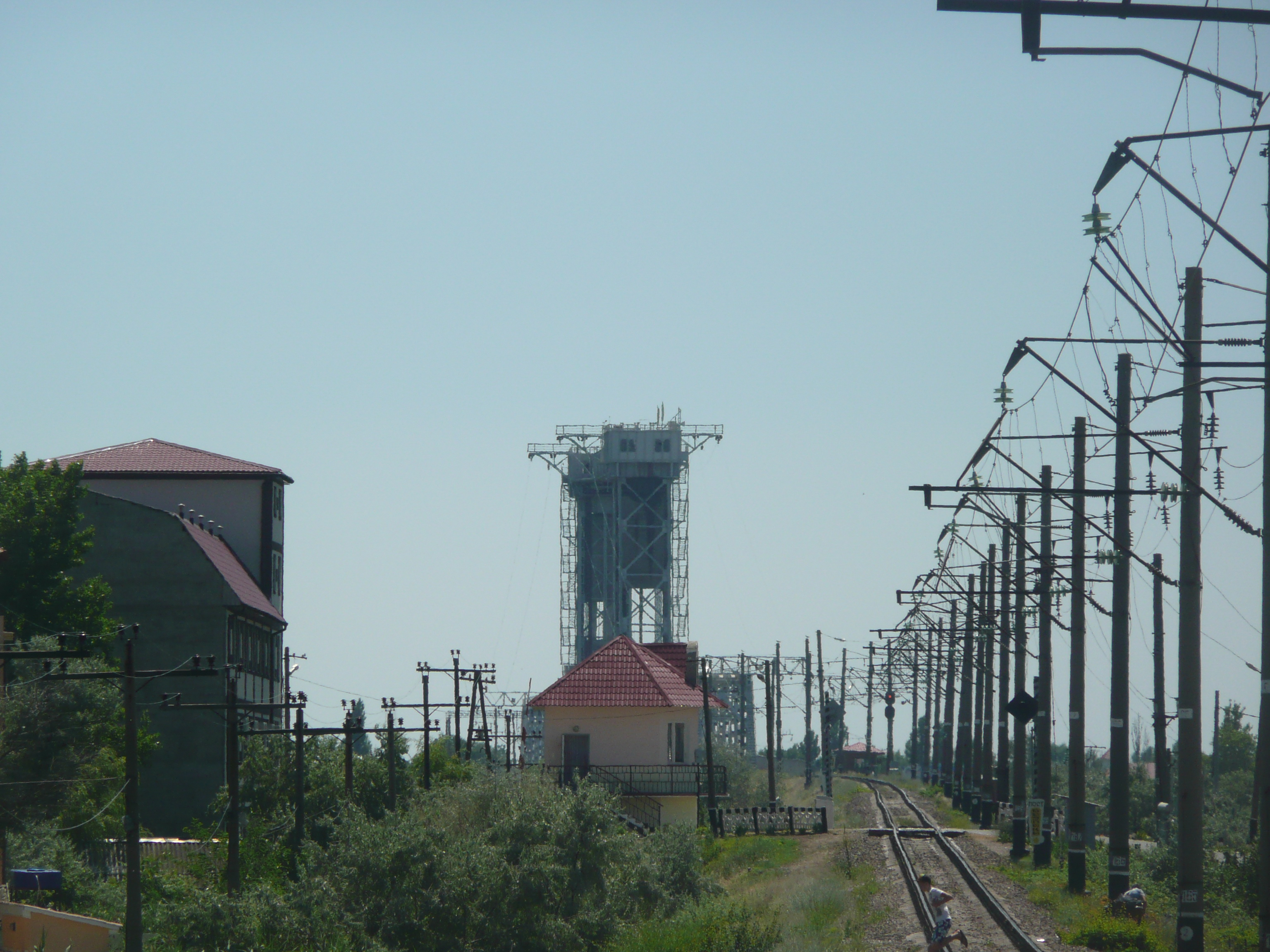
Вид на міст з півночі